# 徐商
徐商（？—？），字义声，一字秋卿，河内郡济源县人，唐朝官员，唐懿宗年间任宰相。

## 生平
徐有功的五世孙。早年讀書於东条山。大和五年（831年），中進士，释褐秘书省校书郎。累迁侍御史，改礼部员外郎。不久改知制诰，转郎中，会昌三年（843年）充翰林学士，后拜中书舍人，累官山南东道（今湖北西北部）节度使。入京为御史大夫。宣宗大中八年（854年）拜河中节度使。咸通初年，擔任刑部尚书，充诸道盐铁转运使，迁兵部尚书。咸通四年（863年），拜相。六年罢相，歷官检校右仆射、江陵尹、荆南（今湖北江陵）节度观察使。後來入京擔任吏部尚书，累迁太子太保，不久卒。有子徐彦若、徐仁嗣、徐仁矩（字廣裕）、徐仁範、徐仁勗（字道誨）、徐彦枢。徐彦若后为唐昭宗宰相。曾孫女徐氏嫁孔昌弼之子孔葆。